# Сеутський мур

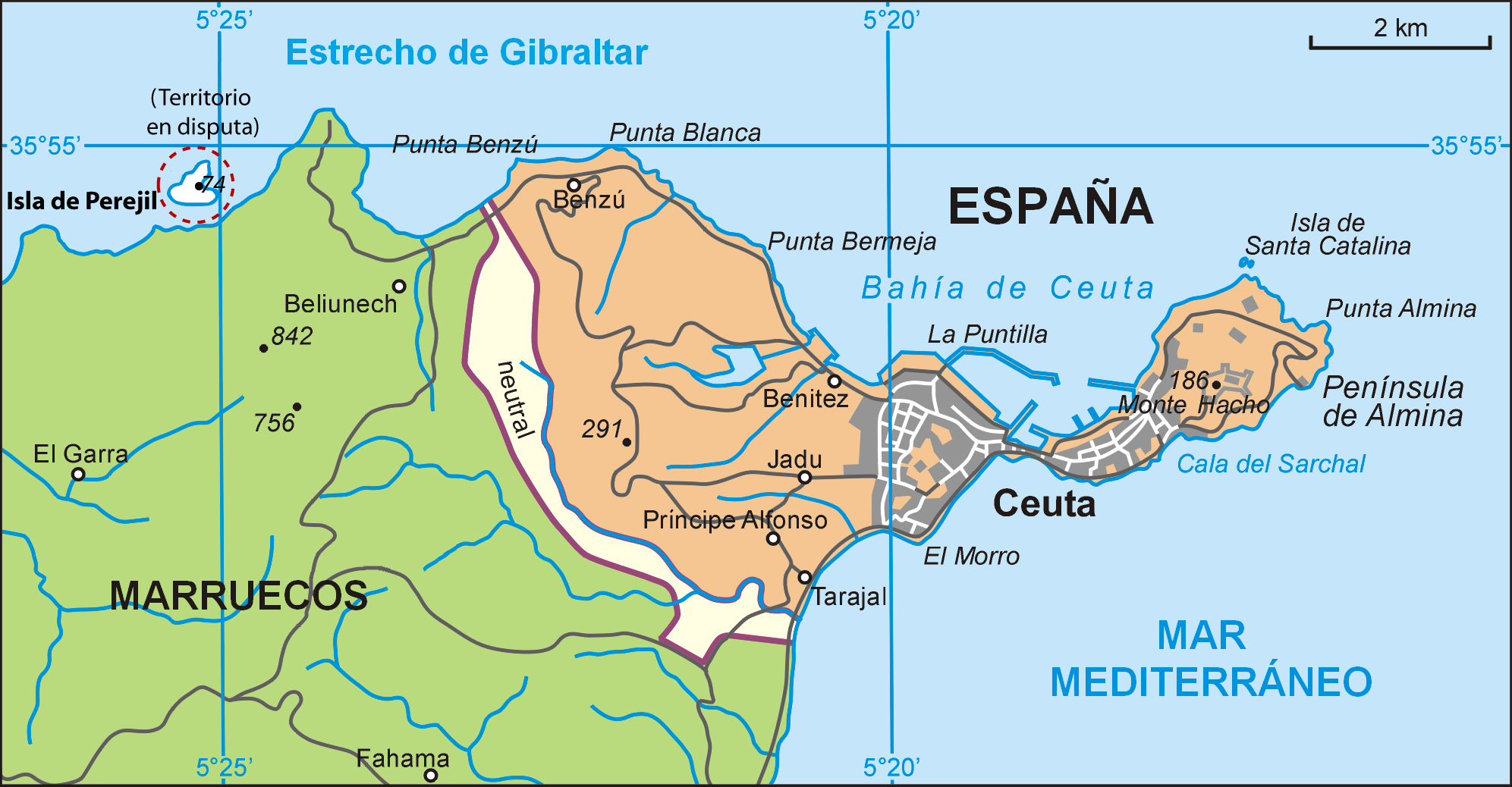
Мапа кордону між іспанською Сеутою (бурий) і Марокко (зелений)

Сеутський мур (ісп. Valla de Ceuta) — система прикордонних споруд, що відокремлюють іспанський напіванклав Сеута від королівства Марокко. Побудована в 2001 р. на кошти ЄС із метою захисту Європи від неконтрольованого напливу нелегальних мігрантів з Африки.
Сам собою мур, є паралельними загороджувальними спорудами, висотою 6 м, захищеними колючим дротом, між якими влаштований прохід для прикордонників. Він обладнаний відеокамерами, датчиками шуму і руху, покликаними виявити спроби перетину муру з боку нелегальних емігрантів і контрабандистів.
Попри протести марокканського уряду (який претендує на іспанські напіванклави в Африці), іспанський уряд також спорудив подібну стіну навколо ще одного північноафриканського напіванклава — Мелільї.